# Krasawa (dopływ Żegliny)
Krasawa – struga mająca swój początek w miejscu prawdopodobnie istniejącego dawniej jeziora w okolicach podsieradzkich wsi Kłocko i Jeziory, a wpadająca do Żegliny na południowym skraju sieradzkiej dzielnicy Praga, w niewielkiej odległości od Wzgórza Zamkowego.
Obecnie jest to rów okresowo wypełniany wodą, który ujęty w dreny przepływa pod szosą Sieradz – Złoczew w kierunku Osiedla Hetmańskiego i dalej – wyraźnie zaznaczoną dolinką pd. skrajem Osiedla Broniewskiego a ul. Krasawną by, już w drenach, pod ulicą Krakowskie Przedmieście i Wierzbową osiągnąć miejsce wpływu do Żegliny. W 2003, kosztem 64 560 zł, przeprowadzono prace odmulania i pogłębiania jej koryta przy ujściu do Żegliny.